# Clermont-Ferrand au Moyen Âge

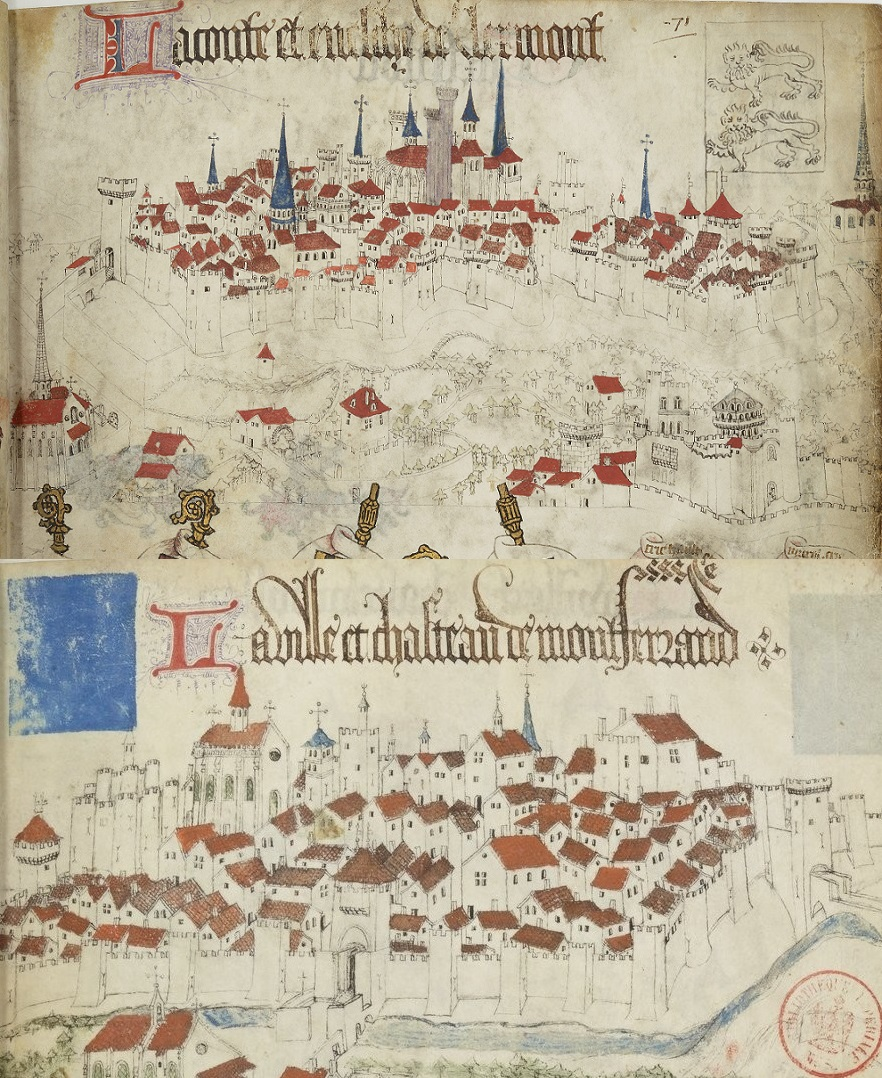
Villes de Clermont et Montferrand vers 1450 dans l'Armorial d'Auvergne de Guillaume Revel, BnF.

La période médiévale de l'actuelle commune de Clermont-Ferrand est marquée par la présence de deux villes distinctes et rivales mais intimement liées : Clermont et Montferrand.
La capitale de l'Auvergne, Clermont est issue de la ville épiscopale d'Arvernis qui va changer de nom au fil des VIIIe et IXe siècles pour devenir Clermont. La ville de Montferrand est une fondation des comtes d'Auvergne en 1120. Après une histoire conflictuelle, l'État imposera la fusion administrative des villes. Malgré cette bipolarisation urbaine, les deux villes sont issues d'un seul et même noyau urbain précédent, Augustonemetum. Voisines mais rivales, les deux cités sont liées et possèdent un contexte géohistorique commun et évoluent parallèlement dans une grande proximité, rendant leur histoire indissociable.
La ville de Clermont porte au Ve siècle le nom d'Arvernis. Elle est une évolution du centre de la ville romaine d'Augustonemetum. C'est à l'époque un des derniers bastions romains à tenir face aux wisigoths. Malgré la résistance de la ville, l'Auvergne et sa capitale intègrent le royaume wisigoth, dont Clermont devient un centre important. À l'époque mérovingienne, à la suite de la conquête franque, la ville est la capitale d'une Auvergne austrasienne plus large. C'est une des cités principales des territoires du sud de la Loire. La période carolingienne est celle de l'affirmation de l'évêque de Clermont au sein de la ville. En s'émancipant de la stricte aristocratie, il jette les bases de la seigneurie ecclésiastique de Clermont. L'évêque Étienne II lance une période de constructions importantes avec notamment l'église Notre-Dame-du-Port.
Le XIe siècle est pour Clermont une période d'essor culturel et politique. La ville rayonne sur tous les territoires du centre de l'actuelle France et acquiert un rôle politique important. La cathédrale romane Saints-Vital-et-Agricol est en perpétuelle évolution et la ville se développe économiquement. Également centre spirituel important, elle est choisie en 1095 par le pape Urbain II pour le concile durant lequel il lancera son appel à la croisade. Du XIe au début du XIIIe siècle, la cité bien que capitale historique de l'Auvergne ne dépend pas des comtes d'Auvergne, ce qui provoque de nombreux conflits militaires entre ces derniers et les évêques qui tiennent la ville. À la suite de la conquête de l'Auvergne par le roi de France Philippe-Auguste, allié de l'évêque Robert en 1213, la ville bascule dans la mouvance franco-capétienne. Ce tournant marque une évolution importante pour la cité. Le pouvoir de l'évêque se retrouve renforcé et la construction d'une cathédrale gothique débute en 1261. Le changement est d'ordre politique, culturel, et aussi architectural : l'arkose « comtale » est désormais remplacée par la pierre de volvic « royale ».
La ville de Montferrand quant à elle est fondée en 1120 par le comte Guillaume VI d'Auvergne, dans le but de créer une place-forte face à la ville ennemie et désirée qui est aux mains de l'évêque, depuis toujours adversaires des comtes d'Auvergne. Ainsi la ville sera administrée par les comtes d'Auvergne dès sa fondation et finira par basculer dans l'orbite des Dauphins d'Auvergne, intégrant ainsi le Dauphiné d'Auvergne. La ville fortifiée de Montferrand possédera jusqu'au XVIIe siècle le titre de ville-comtale, jusqu'à sa fusion avec la cité épiscopale de Clermont. L'unification ne deviendra visible qu'au XXe siècle, avec la liaison matérielle du tissu urbain des deux villes.

## Haut Moyen Âge

### Période de transition entre Antiquité et époque altomédiévale
La cité d'Arvernis est issue du repli sur la butte de Clermont de la cité augustéenne d'Augustonemetum, au IIIe siècle de notre ère, à la suite d'une première phase d'incursions de peuples germaniques. Arvernis est une ville de transition entre Augustonemetum, ville à l'urbanisme romain, et Clermont, ville médiévale qui résulte de l'évolution de la cité ecclésiale d'Arvernis.
Le christianisme s'implante dans la ville et celle-ci devient épiscopale au Ve siècle. Très rapidement de nombreux sanctuaires apparaissent ainsi que des monastères urbains dès le VIe siècle. L'évêque Namatius (Saint Namace) fait construire une cathédrale longuement décrite par Grégoire de Tours.

### Période wisigothique
Intégrées au royaume wisigoth de Toulouse entre la fin du Ve siècle et le début du VIe siècle, l'Auvergne et sa capitale Clermont deviennent un espace central du royaume gothique. L'intégration s'est réalisée d'autant plus aisément que les élites locales étaient déjà en relation étroite avec les souverains wisigoths. Avitus, aristocrate local, était le précepteur du roi wisigoth Théodoric II lors de son enfance au palais royal de Toulouse. Ce souverain l'appuie dans le cadre de l'élection du nouvel empereur de Rome. Eparchus Avitus devient un des derniers empereurs romains par ce soutien. Sidoine Apollinaire, poète et futur évêque de Clermont est également en relation étroit avec la cour wisigothique.

Les années 470 sont d'abord pour Clermont une période de guerre contre les Wisigoths. Sidoine Apollinaire, évêque de Clermont, est à la tête du diocèse et de la ville de 468 à 486. Avec le patricien Ecdicius, il mène la résistance de l'Auvergne contre les tentatives de conquête des Wisigoths du roi Euric qui font plusieurs fois le siège de la ville entre 471 et 474. La légende veut qu'Ecdicius ait réussi à entrer dans la ville malgré le siège avec seulement 18 hommes. Il fournit des défenseurs et des vivres en provenance de ses propres domaines et, par sa diplomatie, obtient peut-être l'appui des Burgondes de Chilpéric II, accompagnés des bretons du roi Riothamus qui s'étaient retirés en Bourgogne après la bataille de Déols. La ville résiste au siège, mais le roi wisigoth Euric et l'empereur Julius Nepos s'échangent la Provence et l'Auvergne par traité. Les portes de Clermont ouvertes, le roi Euric et ses troupes investissent la cité pacifiquement. La ville devient de facto ville wisigothe jusqu'en 507 Pour gouverner l'Auvergne en son nom, le monarque choisit le comte Victor qui siège à Clermont. Une révolte a néanmoins lieu dans la ville et les clermontois le chassent momentanément de la cité.

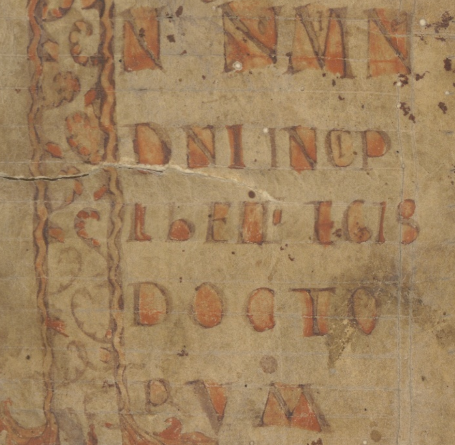
Bréviaire d'Alaric, Bibliothèque du Patrimoine de Clermont Auvergne Métropole à Clermont-Ferrand (Overnia), côte MS 201.

D'abord conflictuelles, les relations entre souverains et clermontois vont s'inverser sous le règne d'Alaric II. L'évêque Sidoine, ennemi d'Euric, est rappelé par le roi à son siège épiscopal et réintègre toutes ses fonctions précédentes. Le comte Victor, revenu en ville dont la situation a été pacifiée, est remplacé à la suite de son décès en 480 par un nouveau comte, Apollinaire de Clermont, fils de l'évêque Sidoine. À partir de 483, l'arianisme fait son apparition dans ville de Clermont avec les conversions des deux prêtres Honorius et Hermanchius. Parallèlement la situation géopolitique entre royaumes wisigoth et franc s'aggrave et le risque de guerre grandit. En 507, les Francs de Clovis franchissent la Loire pour prendre les territoires gothiques de la Gaule. Le roi wisigoth Alaric II lèvent des troupes dont un nombre important d'auvergnats et clermontois. Les deux armées se retrouvent confrontées à la bataille de Vouillé. Le comte Apollinaire de Clermont dirige le contingent arverne de l'armée wisigothique. La bataille est gagnée par les francs, le roi Alaric II est tué tandis qu'Apollinaire ayant survécu réussit à mener la retraite des restes de l'armée wisigothique et à rejoindre Clermont. Grégoire de Tours rapporte dans son Histoire des Francs : 

« On vit marcher contre les Francs, avec une intrépidité étonnante, 10 000 citoyens d'Auvergne, ayant à leur tête le fils du célèbre Sidoine Apollinaire. Le nouveau conquérant, Clovis, ne fut vainqueur que lorsqu'il ne trouva plus aucun Auvergnat pour lui disputer la victoire [...] »

La défaite marque la fin du royaume wisigoth de Toulouse et l'annexion des territoires du sud de la Loire par le royaume des francs. Le bréviaire d'Alaric, forme du droit wisigothique rédigé au début du VIe siècle est toujours utilisé localement jusqu'au Xe siècle. Un exemplaire en est conservé à la bibliothèque du patrimoine de Clermont Auvergne Métropole à Clermont-Ferrand.

### Période mérovingienne

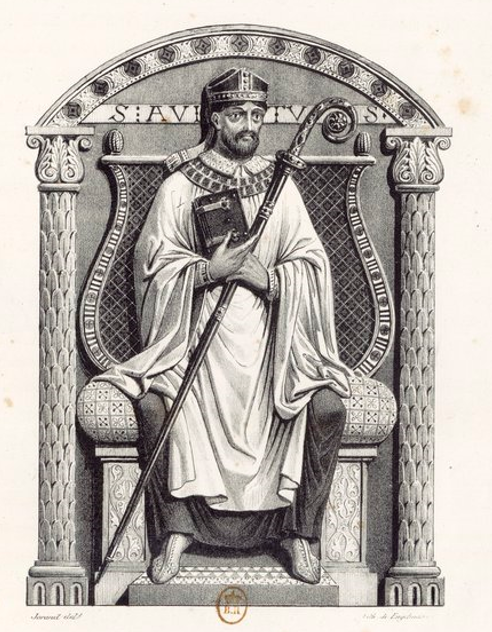
Avit Ier de Clermont. Gravure dans Voyages pittoresques et romantiques dans l'ancienne France, Auvergne - Tome I par Isidore Taylor et Charles Nodier, 1835.

Durant le VIe siècle, la ville de Clermont accueille deux conciles. Le premier en 535 marque la volonté de l'Église de s'affranchir totalement du pouvoir civil dans la nomination des évêques et le second en 549 adopte les canons du concile d'Orléans.
Début 532, Arcade, un des membres du sénat clermontois et fils du comte d'époque wisigothique Apollinaire, prête sérieux à des rumeurs sur la mort du roi franc Thierry Ier. Avec l'appui de sa mère Placidina, il lance une insurrection pour l'indépendance du territoire auvergnat et appelle en renfort un ennemi du roi, Childebert II. Celui-ci arrive en Auvergne avec l'appui des aristocrates auvergnats qui ne supportent pas la suzeraineté de Thierry. Mais ce dernier, bien vivant, apprend la nouvelle. Il envahit l'Auvergne et la ravage en châtiment. Il prend Clermont et dépose le sénat. Il crée à la place un comté pour gouverner le territoire auvergnat. Sigewald est le premier comte nommé. Mais Childebert considère rapidement qu'il est trop indépendant de son pouvoir et il le fait assassiner. En 576 des tensions entre communautés ont lieu et l'évêque Avit de Clermont demande aux juifs de la ville de la quitter ou de se convertir, ce que font la majorité d'entre eux.

### Période carolingienne

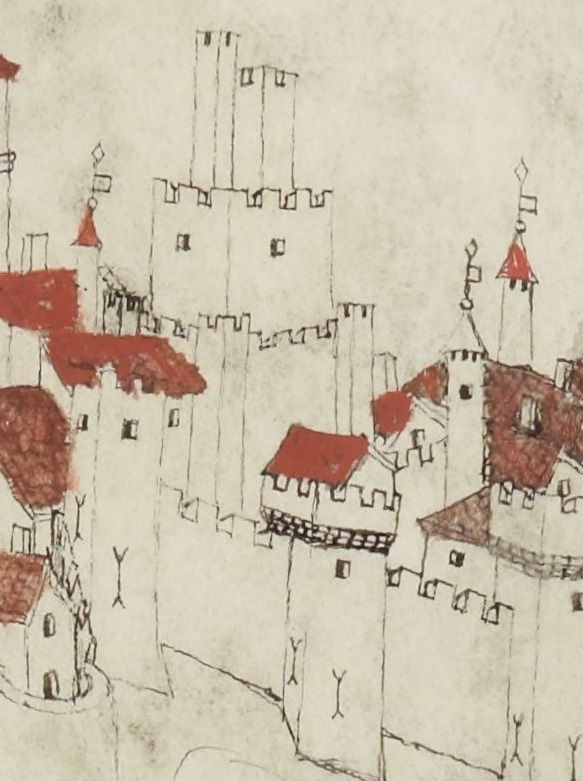
Tour de la Monnaie dans l'Armorial d'Auvergne de Guillaume Revel. Le château se retrouve au niveau de l'enceinte est de la cité. Sont également présentes la basilique Notre-Dame-du-Port ainsi que la cathédrale.

En 761, dans le cadre de la conquête des territoires méridionaux par le royaume franc, Pépin le Bref entreprend une campagne violente sur les principales cités d'Aquitaine dont la ville de Clermont. L'historiographie reprend ce vocabulaire de la violence et l'on parle du pillage de l'« Urbem Arvernam » et la prise de sa citadelle, le « Claremontem Castrum », le château du mont clair, où les francs tuent un nombre important de ses habitants.
Au fil du temps, la ville prend dans le langage oral un nom dérivé de celui de la forteresse, Clermont. Le nom latin Arvernis restera néanmoins utilisé dans certains cadres comme en témoignent encore les deniers du XIVe siècle.
Pour les VIIe et VIIIe siècles, les sources médiévales manquent et les chroniques carolingiennes ont donné lieu à surinterprétation. Cependant, les historiens pensent que Clermont aurait été ravagée et brulée par les Normands du chef Hasting en 862. Puis l’évêque Sigon entreprend sa reconstruction mais elle aurait de nouveau été ravagée en 898 ou 910. Au début du IXe siècle, la grande famille aristocratique des Garinides est remplacée dans la vie politique de la cité, une des plus importantes du territoire aquitain, par la dynastie émergente des Guilhelmides.

À la fin du IXe siècle, Clermont est une des principales villes des territoires méridionaux de l'empire carolingien. À partir de 880, la ville devient le centre principal du territoire aquitain par l'action du comte Bernard II d'Auvergne dit Plantevelue. Promu duc d'Aquitaine par Charles le Chauve, il réunit les différentes principautés méridionales carolingiennes à son profit au sein d'une grande Aquitaine dont le centre polarisateur est l'Auvergne.

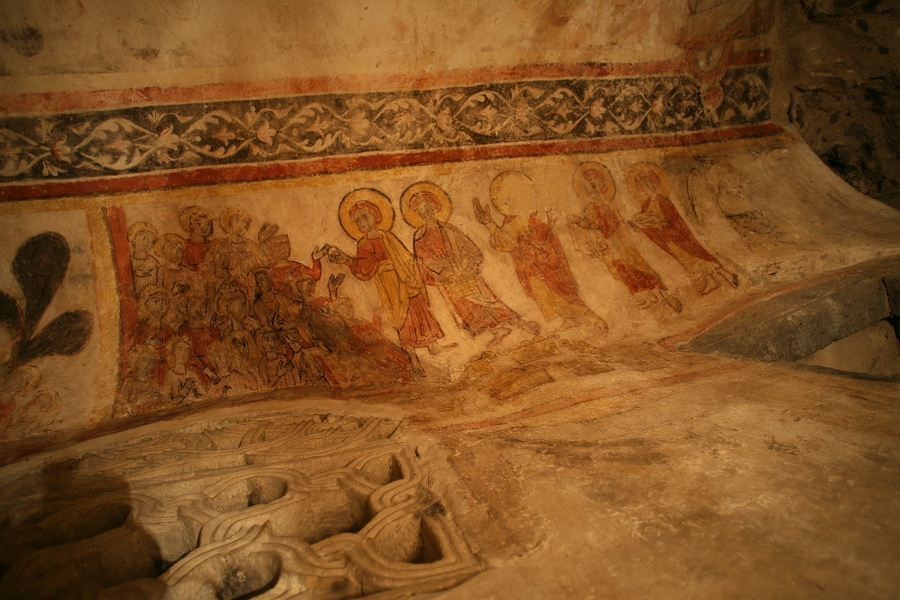
Fresque romane au sein de la crypte de la cathédrale de Clermont.

À l’emplacement de la cathédrale actuelle, une cathédrale préromane est consacrée par l’évêque Étienne II en 946 (date donnée par la tradition locale, il n'a pas été retrouvé à ce jour d'écrit pour la confirmer). Elle sera progressivement remplacée par la construction d'une cathédrale romane puis par celle gothique actuelle. Au XIXe siècle, Viollet-le-Duc en efface les dernières traces en remplaçant le portail principal et en en supprimant la façade antérieure. Seule la crypte subsiste de cette période.
La période carolingienne marque pour Clermont et sa région un nombre important de productions artistiques notamment dans l'art religieux. La cathédrale de Clermont de la fin du Xe siècle abritait la plus ancienne statue cultuelle de la Vierge à l'Enfant ; réalisée vers 984 elle servit de modèle aux réalisations à venir.

## Moyen Âge second

### Le concile et l'appel de Clermont

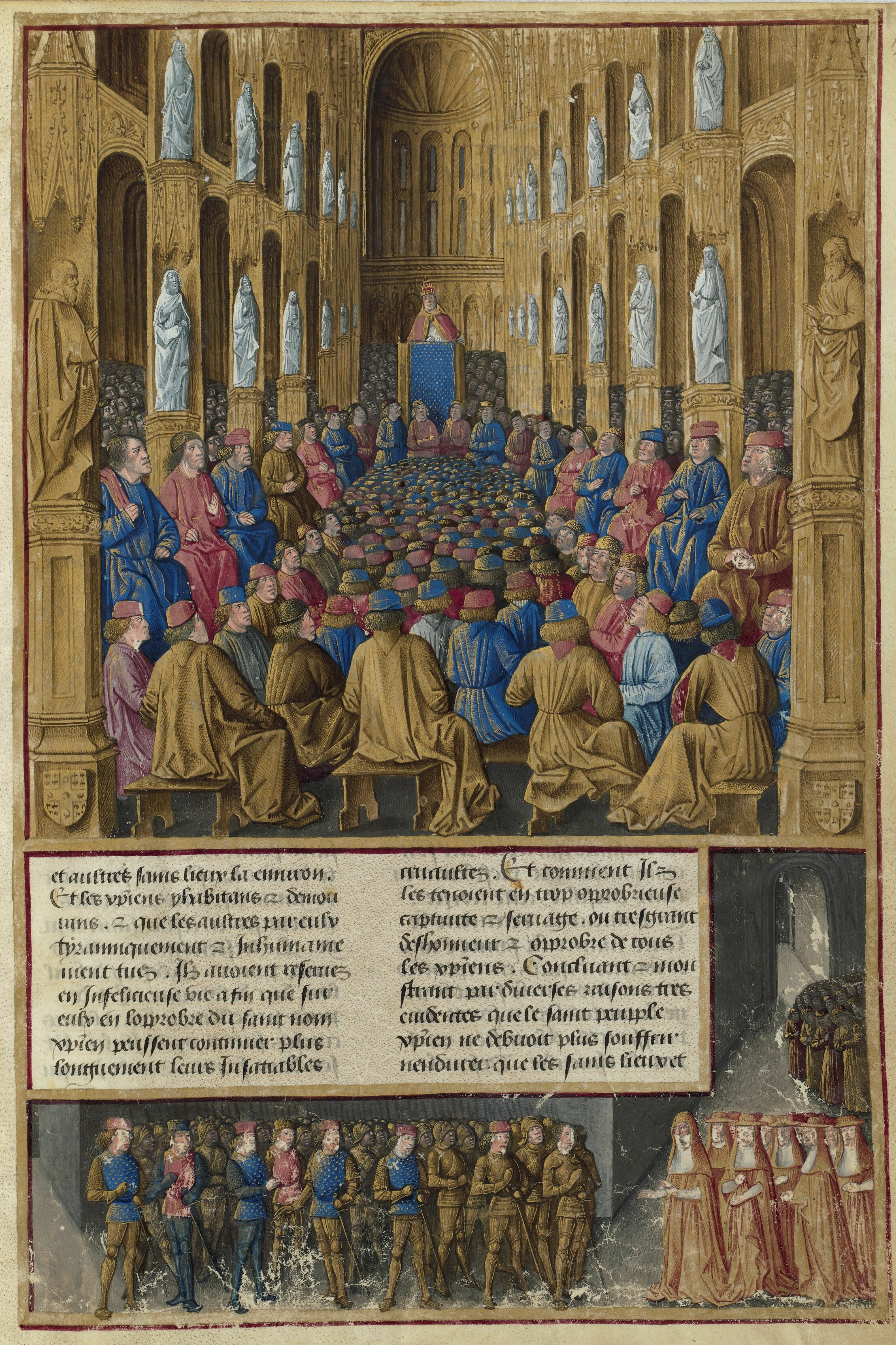
Le prêche du pape Urbain II au concile de Clermont. Miniature de Jean Colombe, extraite des Passages d'outremer, vers 1474, BNF, Fr.5594.

Le 27 novembre 1095, le pape Urbain II convoque le concile de Clermont pour traiter des problèmes de discipline ecclésiastique apparus au concile de Plaisance tenu six mois plus tôt. Durant les débats, il excommunie également le roi de France Philippe Ier et ordonne une trêve de Dieu.
Puis incidemment il tient un prêche sur le Champ Herm que l'on situe sous l'actuelle place Delille et dont l'ancien nom est Champet. Il y lance un appel à toute la chrétienté, lui demandant d'aller soutenir l’Empire byzantin dans sa guerre contre les turcs seldjoukides. La menace écartée, il faut qu'elle poursuive sa mission en allant chasser les musulmans qui empêchent les pèlerins chrétiens de se rendre sur les lieux saints. Espérant obtenir l'adhésion de quelques milliers de chevaliers, son prêche va en fait avoir un retentissement énorme, effaçant quasiment les autres points du concile. L'année suivante, plusieurs dizaines de milliers de chrétiens partent vers la Palestine, dans ce qu'on nommera la première croisade.
En 1099, l’élection de l’évêque par les chanoines est confirmée par le pape Pascal II. Il fait battre monnaie à partir de 1030 et son domaine s’étend sur un large territoire.

### Le conflit entre le comte Guillaume VI et l'évêque Aimeric

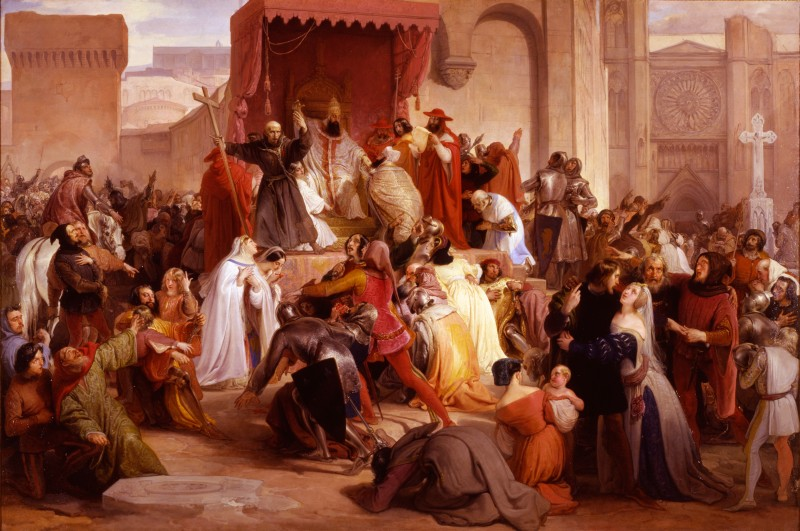
Le pape Urbain II prêchant la première croisade sur la place de Clermont, tableau de Francesco Hayez (1835).

En 1120, pour contrer le pouvoir des évêques, Guillaume VI fonde à proximité de la ville épiscopale de Clermont la cité de Montferrand. Pendant tout le Moyen Âge et jusqu’à l’époque moderne, Clermont et Montferrand sont deux villes distinctes et rivales. Clermont est la cité de l'évêque d'Auvergne tandis que Montferrand la ville du comte d'Auvergne, tous deux également rivaux. Guillaume VI d'Auvergne a précisément fondé et fortifié Montferrand dans le but de disposer d'une place forte contre Aimeric et la cité de Clermont. Au sein même de la ville place-forte de Montferrand un château comtal est érigé et restera présent jusqu'au XVe siècle. Il était situé à l'emplacement de l'actuelle place Marcel Semblat.

En 2005, des fouilles d'archéologie préventive ont permis de retrouver les restes de l'ensemble castral. La place est issue de la destruction du château qui laissa un espace vide au sein de l'ensemble urbain et non pas d'une bastide comme l'ont avancé certains historiographes.

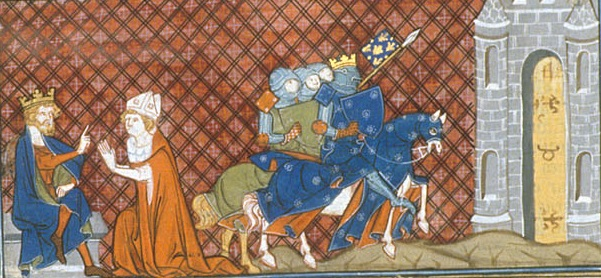
Siège de Clermont de 1122 par les troupes françaises du roi Louis VI le Gros ; à gauche Aimeric mande l'aide au roi.Chroniques de Saint-Denis, British Library.

En 1122, à la suite des violences répétées du comte d'Auvergne Guillaume VI, le clergé clermontois fait appel au roi de France. Louis VI le gros vient avec l'armée royale « venger sur les auvergnats l'injure faite à l'église » (selon Suger). Après avoir ravagé la plaine de la Limagne et pris le port fluvial de Pont-du-Château, il oblige l'armée du comte à abandonner la cité épiscopale, libérant ainsi Aimeric.
Mais le roi doit à nouveau revenir en 1126. Avec une troupe plus importante, il incendie Montferrand, malgré l'intervention de Guillaume IX d'Aquitaine venu soutenir le comte d'Auvergne. Le roi ne repart qu'après avoir réobtenu l'allégeance du duc d'Aquitaine, responsable de son vassal le comte d'Auvergne. Cette manifestation de l'autorité royale aussi loin dans le sud du royaume a un grand retentissement.

### Période romane -XIeetXIIesiècles

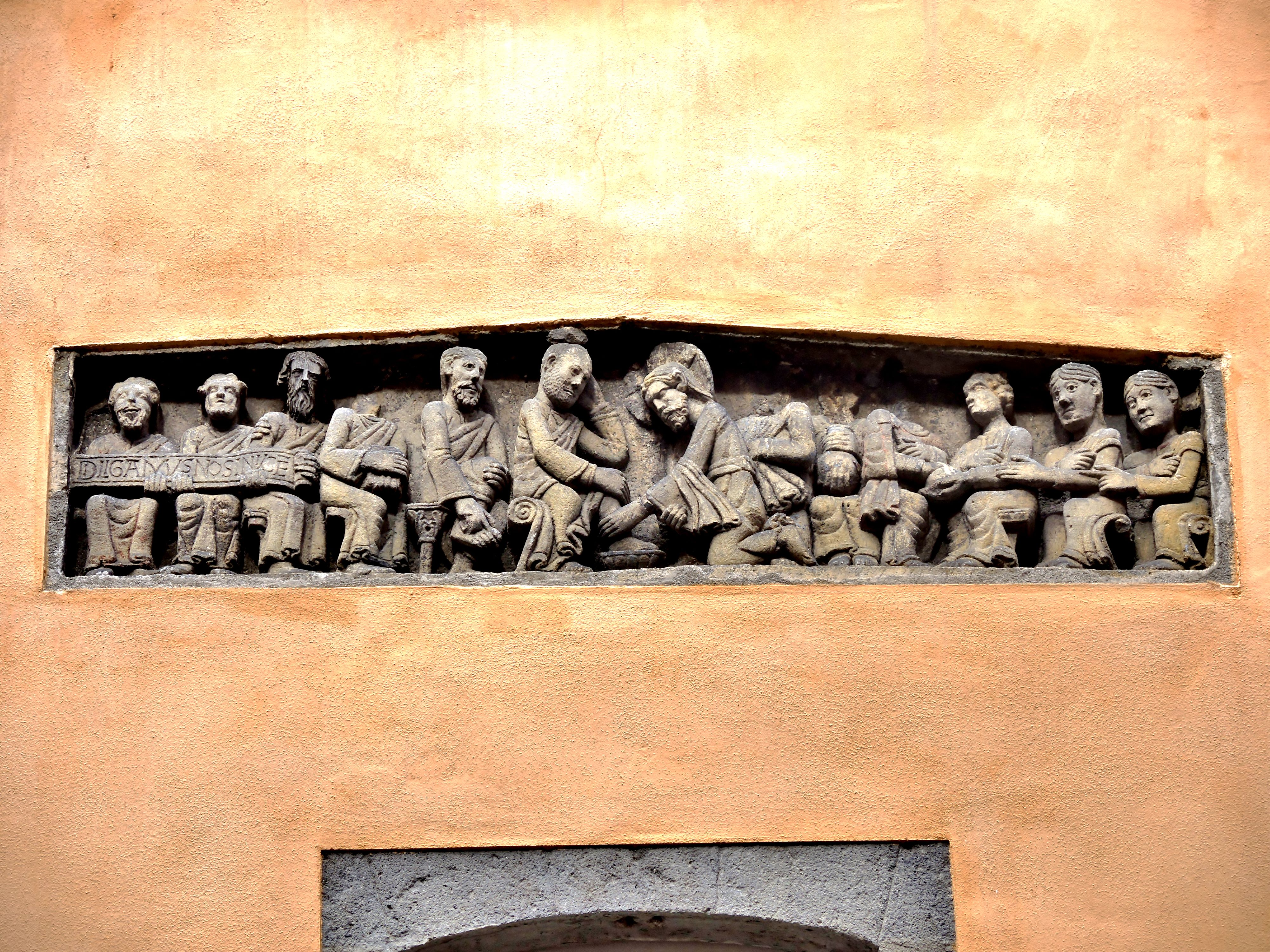
Linteau sculpté du XIIe siècle dans la rue des Gras. Scène du Lavement des pieds.

En 1130, le pape Innocent II condamne à Clermont l’antipape Anaclet II.
En 1149, le comte Guillaume VII le jeune fait appel à son suzerain, Louis VII le jeune, alors roi des francs et duc-consort d'Aquitaine (par son mariage avec Aliénor d'Aquitaine), pour l'aider contre les prétentions de son oncle Guillaume VIII l'ancien. En 1152, Aliénor d'Aquitaine épouse Henri II Plantagenêt et les territoires aquitains dont l’Auvergne, passent de fait sous la suzeraineté de l’Angleterre.
En 1155 Henri II d'Angleterre partage finalement en deux le comté, entre Guillaume VII (descendant légitime) et Guillaume VIII (spoliateur, mais qui reçoit quand même la capitale Clermont dans le partage). L'Auvergne a alors deux comtes jusqu'à la mort du premier. Finalement, les descendants de Guillaume VII formeront le dauphiné d'Auvergne, ne pouvant plus porter le titre de comte qui revient dans les faits aux descendants de Guillaume VIII.
Le conflit entre comte d'Auvergne et évêque de Clermont reprend en 1162. Le clergé clermontois appelle cette même année le roi des francs à la suite des actions de Guillaume VIII contre le diocèse. Ce dernier combat le roi Louis VII dans le nord de la région, tandis qu'Anne, sa femme occupe militairement la cité épiscopale et le palais de l'évêque pour le compte de son époux et menace d'appeler à leur secours le roi d'Angleterre Henri II si toute action contre eux a lieu. À la suite de la capture du comte d'Auvergne par le roi Louis VII, le pape Alexandre III excommunie les belligérants auvergnats. Cette même année pour mettre fin au conflit, le pape vient à Clermont le roi et reçoit le roi d'Angleterre Henri II et met fin à l'excommunication des vassaux des Plantagenêt.

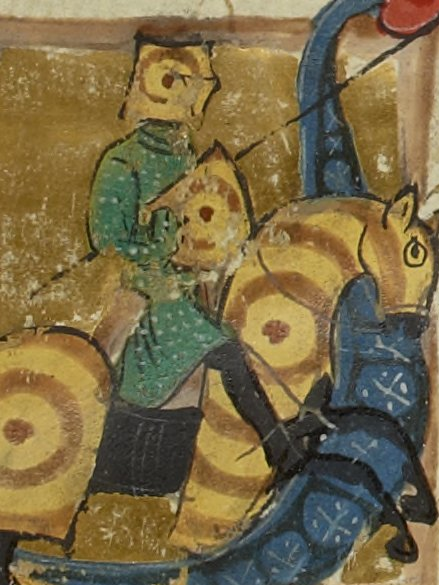
Robert IV Dalfi d'Auvernha, comte du Dauphiné d'Auvergne et fondateur d'une cour poétique à Montferrand.

Début 1173, Henri II d'Angleterre réalise une grande réunion de ses vassaux à Montferrand. Le roi d'Angleterre y négocie avec le comte de Savoie Humbert III les fiançailles de son fils Jean sans Terre avec Alix de Savoie, la fille du comte Humbert. Le comte de Toulouse Raymond V est présent et y rend hommage au roi Henri pour ses possessions.
En 1195, le traité de Gaillon entre Philippe Auguste et Henri II Plantagenêt fait théoriquement passer la suzeraineté de l’Auvergne aux Capétiens. Mais ce traité est renié par les comte et dauphin Guy II d'Auvergne et Robert IV Dauphin d'Auvergne qui choisissent de rester vassaux de l'Angleterre, pouvoir lointain qui leur garantit une meilleure indépendance. En 1198, l’évêque Robert prononce la franchise de Clermont. Ces deux changements enveniment à nouveau la situation entre les évêques et comtes d'Auvergne et le conflit politique dérive en conflit militaire.
Le XIIe siècle est pour Clermont et Montferrand une période où ces deux villes ont une place culturelle importante. De nombreux troubadours vivent et composent en langue occitane dans les deux cités. Peire Rogier né vers 1145 est un clermontois qui va jouer dans les plus grandes cours méridionales. Le premier comte-dauphin d'Auvergne, Robert IV Dauphin d'Auvergne, lui-même troubadour dit Dalfi tient à Montferrand une importante cour littéraire où composent en ancien occitan, les poètes et troubadours venus de plusieurs régions. S'y trouvent des auvergnats comme Peire de Maensac ou Peirol d'Auvernha ; des limousins comme Gaucelm Faidit, des troubadours du Gévaudan et du Quercy comme Perdigon ou Uc de Saint-Circ.

### La seigneurie épiscopale de Clermont

Blason des évêques de Clermont.

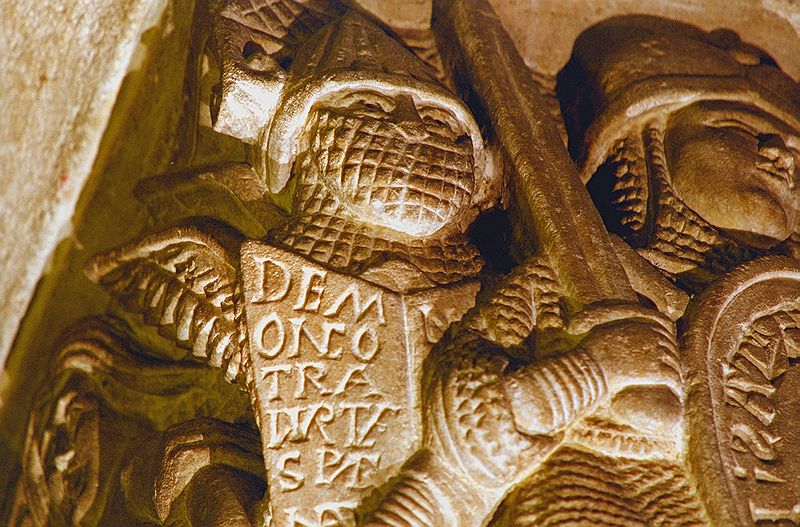
Scène de Psychomachie, détail d'un chapiteau du chœur de la basilique Notre-Dame du Port, fin XIIe siècle.

La seigneurie épiscopale de Clermont est la propriété de l'évêque de Clermont. Elle comprend en plus de la ville de Clermont en elle-même un grand nombre de petits fiefs laïcs ou ecclésiastiques disséminés dans la région. Après la confiscation de terres du comte, elle s'agrandit de possessions situées à l'est de Clermont, dont les villes de Billom et Lezoux, offertes par Philippe-Auguste. Maître de la cité et de sa seigneurie l'évêque tient la ville de Clermont d'une main ferme et combat les velléités municipales et communales des bourgeois. Le mouvement communal clermontois du XIVe siècle est rapidement réprimé dès sa naissance. Une tendance artistique précise ressort également du pouvoir de l'évêque, des préférences architecturales sont données pour les différents sanctuaires relevant du seigneur-évêque. Clermont, sa seigneurie et plus largement l'Auvergne sont aussi des zones intermédiaires où se manifestent artistiquement différents courants et cultures.
En 1202, le roi de France contraint le comte Guy II à abandonner à l'évêque Robert les droits qu'il possède sur la cité de Clermont. Désormais et jusqu'au milieu du XVIe siècle, l'évêque et le chapitre cathédral sont les maîtres de la ville. Les trois juridictions sont ecclésiastiques : l'évêque (justice correspondant approximativement à l'actuelle partie occidentale de la commune de Clermont-Ferrand), le chapitre cathédral (justice personnelle, non territoriale, exercée par les chanoines sur le chapitre et sur leurs dépendants) et l'abbé de Saint-Alyre (petite justice abbatiale enclavée dans celle de l'évêque).

### Sous les capétiens

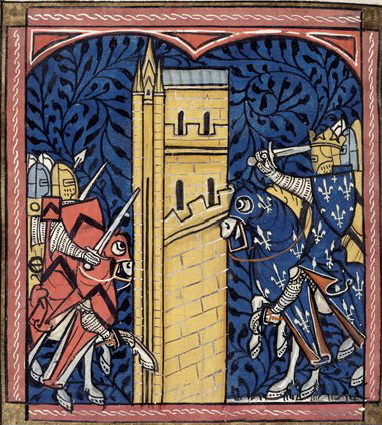
Guy II d'Auvergne combattant Philippe Auguste. Chroniques de Saint-Denis, British Library.

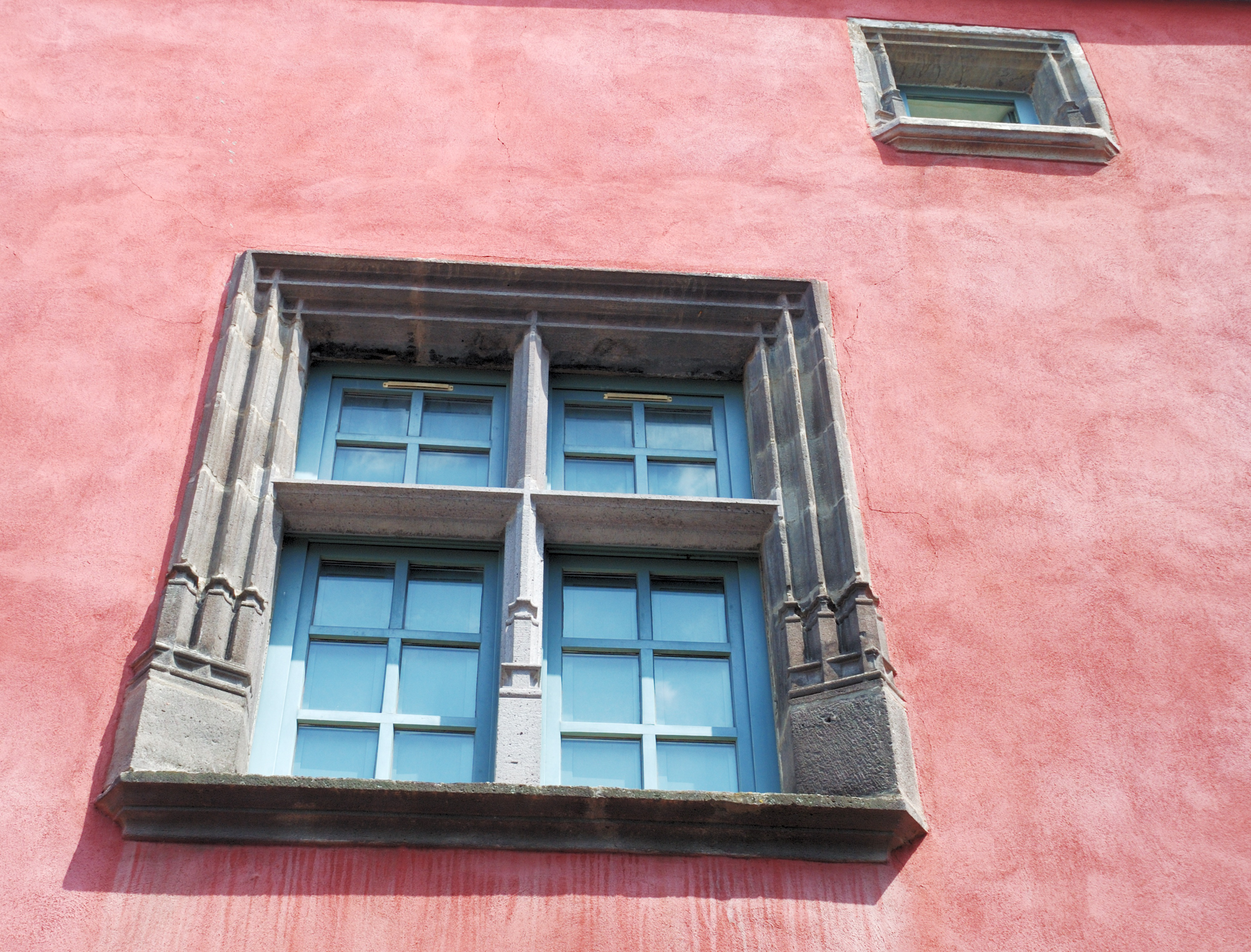
Hôtel de la Licorne, ancienne commanderie templière du centre de Montferrand.

Philippe-Auguste souhaite étendre son royaume vers le sud. Le conflit permanent entre les évêques de Clermont et les comtes d'Auvergne lui donne à partir de 1210 un prétexte pour intervenir en Auvergne.
En 1213, après avoir pris Riom où s'était réfugié le comte Guy II d'Auvergne, l'armée française commandée par le roi Philippe-Auguste et ses lieutenants Cadoc, Guy de Dampierre, et Renaud de Forez organise et réussit le siège de Tournoël, marquant ainsi de facto l'annexion d'une grande partie du territoire auvergnat au royaume de France. L’évêque, allié du roi, se voit garantir la possession de ses fiefs, et en 1er lieu la ville de Clermont. En 1241, les anciens territoires comtaux sont administrés par des représentants du royaume et, jusqu’en 1270, ils sont donnés en apanage à Alphonse de Poitiers, frère de Saint-Louis.

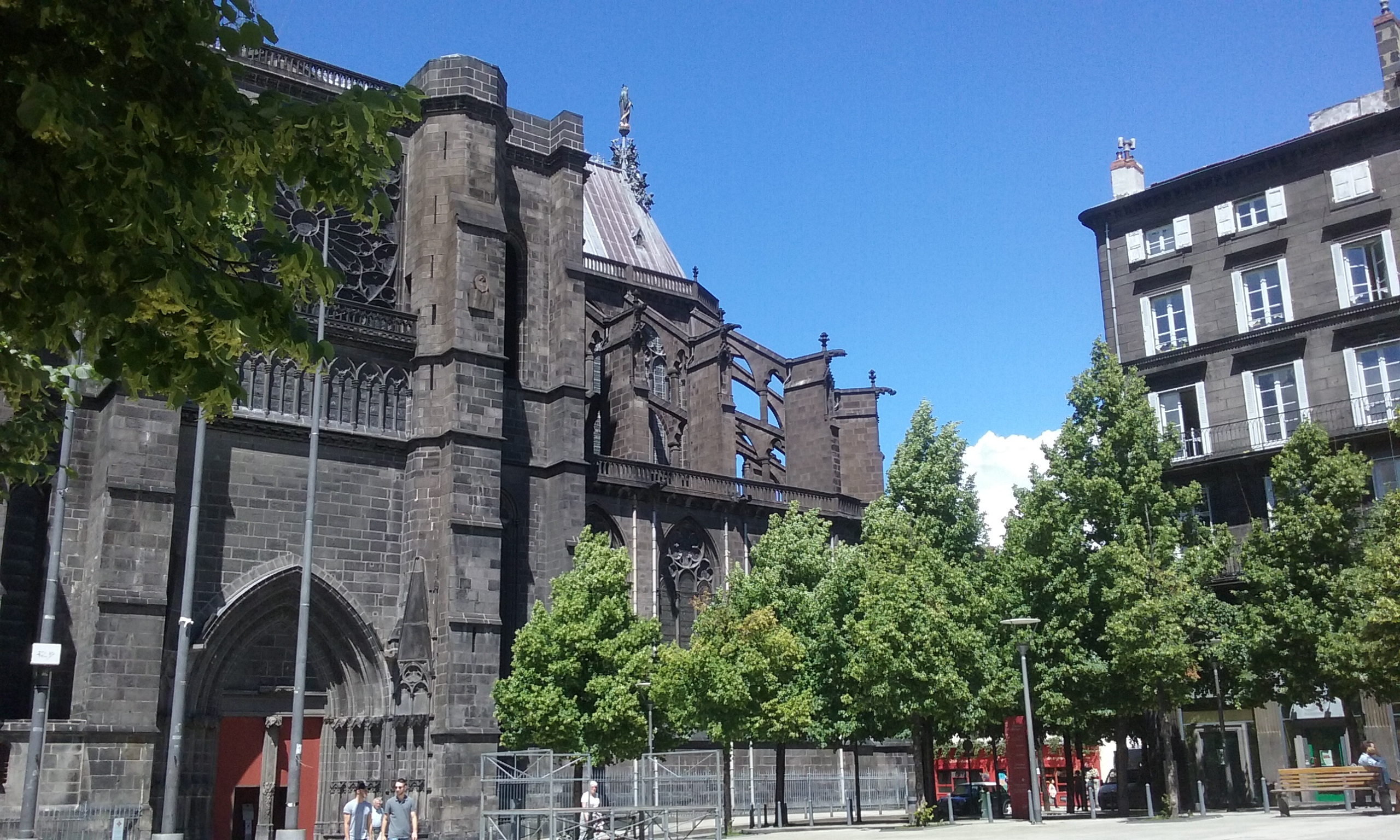
Portail méridional de la cathédrale de Clermont réalisé à partir des années 1240. Place de la Victoire.

À partir de 1241 le chantier de la cathédrale gothique commence et il se poursuit les siècles suivants. Pour illustrer le changement de suzeraineté, le parti architectural est à l'opposé de celui utilisé antérieurement. La ville est construite en arkose (pierre de couleur claire) et la cathédrale l'est en lave trachy-andésite (pierre de couleur sombre). Ce sont des marqueurs volontaire pour affirmer la conquête française sur le territoire comtal auvergnat.
En 1250 et 1251, un conflit oppose les habitants de Clermont qui souhaitent s’administrer et l’évêque parti en croisade. À son retour, ce dernier fait appel au Parlement de Paris et il retrouve ses droits. En 1255, un nouveau conflit éclate, ainsi qu’en 1261 et 1291. En 1315, l’atelier monétaire de Clermont cesse de fonctionner.
Les deux villes sœurs Clermont et Montferrand étaient également cosmopolites. Dès le XIIIe siècle est mentionné dans les textes le faubourg clermontois de Fontgiève comme étant un quartier où la présence juive se voit être majoritaire. Cette dernière s'étendant non pas exclusivement au quartier de Fontgiève mais sur le versant méridional de Montjuzet, dont le nom également souligne la présence juive ; ce dernier étant une petite montagne sur laquelle est posée à proximité de sa base le quartier de Fontgiève. Un autre faubourg juif existait également dans la ville proche et adverse de Montferrand. À la même période une diaspora importante de marchands italiens active dans le commerce est présente à Clermont.
Les ordres militaires que sont ceux du Temple et de l'Hôpital sont également tous deux présents dans les deux villes aux-travers de plusieurs commanderies. Elles sont de deux types, celles périphériques et rurales basées sur le foncier agricole et celles urbaines et basées dans le champ foncier des villes,. L'agriculture et plus particulièrement les filières vivrière et viticole avaient une importance notable dans les périphéries ainsi que dans la vie des deux cités. À Montferrand, la ville en elle-même est dirigée non pas par l'évêque comme à Clermont mais par des consuls élus. Les archives de ces derniers qui s'étendent du XIIIe au  XVe siècle sont considérées parmi les plus importantes de ce type pour le Moyen Âge.

## Bas Moyen Âge

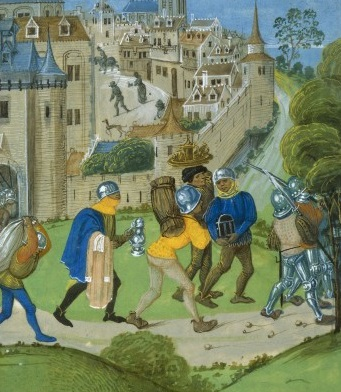
Sac de Montferrand (1388) par Perrot le Béarnais. Chroniques de Jean Froissart.

À partir de 1356 et jusqu’au milieu du XIVe siècle, la région de Clermont est touchée par la guerre de Cent Ans, sans que la ville ne soit assiégée ou prise. Néanmoins, il existe des escarmouches entre les routiers et population. Ainsi, en 1388, les gascons du mercenaire Perrot le Béarnais prennent la ville de Montferrand et la mettent à sac. Après plus d'une nuit de pillage, Clermont et ses habitants apprennent la nouvelle et une troupe est levée pour libérer Montferrand. Les combats ont lieu en ville et les troupes anglo-gasconnes dirigées par Perrot sont chassées. Les principaux seigneurs de la région arrivent trop tard mais le Jean Ier de Berry exonère pour une durée de cinq ans les montferrandais pillés.
Parallèlement, Du Guesclin meurt lors du siège de Châteauneuf-de-Randon. Par son testament il souhaitait que son corps repose en Bretagne après sa mort. Au cours d'un arrêt du cortège funèbre au Puy-en-Velay, le corps est éviscéré et subit un premier embaumement, les viscères étant inhumées en l'église du couvent des Dominicains. Arrivé à Montferrand quelques jours plus tard, on s'aperçoit qu'un nuage de mouches obscurcit le cortège, suivant de près la charrette sur laquelle le corps est déposé. En l'absence des embaumeurs royaux, l'opération d'embaumement a échoué : maladresse des praticiens ? Chaleur estivale trop forte ? Toujours est-il qu'on décide de faire bouillir le corps dans une marmite de vin aromatisé d'épices pour détacher les chairs du squelette, technique funéraire d'excarnation connue sous le nom de mos Teutonicus, l'« usage teuton ». Les chairs sont inhumées au couvent des Cordeliers de Montferrand. Les restes, c'est-à-dire le squelette et le cœur poursuivent leur route vers la Bretagne.
En 1425 est mis en place à Montferrand un bailliage royal et qui devient de plus en plus important. Ce dernier s'appuie notamment sur le soutien du roi de France ainsi que le duc de Bourbon et d'Auvergne voisin.

### La Praguerie
En 1439, malgré l'implication de Jean II duc de Bourbon et d'Auvergne, les villes de la région restent majoritairement fidèles au roi durant la Praguerie. La ville de Clermont refuse d'ouvrir ses portes aux troupes ducales qui se sont révoltées. Le roi lui donne en retour le titre de Bonne ville d'Auvergne. En août 1481, par lettres patentes, le roi Louis XI crée un consulat à Clermont,. La ville est exemptée du paiement de la taille et accueille quatre foires. En 1485, le consulat est supprimé pendant la guerre folle.

### Tremblements de terre
En 1490 et 1495, deux tremblements de terre font subir à la ville des dommages importants. Douze tours de l’enceinte s’effondrent totalement ou partiellement ainsi qu'une tour de la basilique Notre-Dame-du-Port. La cathédrale subit également des dommages (une lézarde, visible à l'œil nu au-dessus du portail sud, en témoigne encore).

### Productions scientifiques
- Collectif de 38 chercheurs - comité scientifique de Bernard Dompnier, Vincent Flauraud, Jean-François Luneau et Bruno Phalip, Clermont, l'âme de l'Auvergne, coll. La grâce d'une cathédrale, La Nuée bleue 2014.  (ISBN 978-2-8099-1250-0).
- Jean-Pierre Chambon, Emmanuel Grélois, « La strate haut-médiévale (paléo-occitane) dans la toponymie de Clermont-Ferrand (ca 700-ca 1000). Essai de synthèse », Nouvelle revue d'onomastique, Paris, Société française d'onomastique, vol. 56,‎ 2014, p. 37-54 (ISSN 0755-7752, lire en ligne)
- Anne Courtillé, Georges Bernard, Marc Mégemont, La Basse-Auvergne médiévale, Nonette, Créer 2002.  (ISBN 2-8404-8161-8) [lire en ligne]
- Emmanuel Grélois, Marie Saudan, Chartes et documents de l'Église de Clermont antérieurs au XIIe siècle, Paris, CNRS Éditions, coll. « Documents, études et répertoires publiés par l'Institut de recherche et d'histoire des textes », 2015  (ISBN 978-2-271-08676-1),  (ISSN 0073-8212), [lire en ligne].
- Christian Lauranson-Rosaz, « Les élites et l'architecture dans le centre de la Gaule durant le Haut Moyen Âge. L'exemple de Clermont en Auvergne : De la cathédrale de Namace (Ve siècle) à celle d'Étienne II (Xe siècle) », Hortus Artium Medievalium, Brepols Publishers, Turnhout (Belgique), 2007, p. 39-50  (ISSN 1848-9702).

### Monographies anciennes
- Abbé Régis Crégut, Le concile de Clermont en 1095, 1895.
- Antoine Delarbre, Notice sur l'ancien royaume des Auvergnats, et sur la ville de Clermont, 1805.
- Jean Savaron, Les Origines de Clairmont, ville capitale d'Auvergne, 1607.
- Ambroise Tardieu, Histoire de la ville de Clermont-Ferrand, 1870.
- Ambroise Tardieu, Histoire de la ville de Montferrand et du bourg de Chamalières en Auvergne : ouvrage faisant suite à l'Histoire de la ville de Clermont-Ferrand, 1875.

### Sources primaires
- Sidoine Apollinaire, Lettres et Poésies [lire en ligne]
- Grégoire de Tours ; traduction et notes de Roy Just-Jean-Étienne et Auerbach Erich, Histoire des rois Francs, Paris, Gallimard, réédition de 2011  (ISBN 978-2-07-044138-9).